# Macrurohelea setosa
Macrurohelea setosa är en tvåvingeart som beskrevs av Wirth 1965. Macrurohelea setosa ingår i släktet Macrurohelea och familjen svidknott. Inga underarter finns listade i Catalogue of Life.